# 澳門2011年度頒授勳章、獎章和獎狀名單
澳門特別行政區2011年度勳章、獎章和獎狀名單於2011年12月19日由行政長官簽署行政命令，在《澳門特別行政區政府公報》公布，共有38名人士及機構獲頒授勳章、奬章及奬狀，表揚他們在個人成就、社會貢獻或服務澳門特區方面有傑出表現。頒授儀式於2012年2月10日在澳門文化中心綜合劇院舉行。

## 授勳名單

### 榮譽勳章
銀蓮花榮譽勳章
- 賀定一
- 溫泉

### 功績勳章
專業功績勳章
- 林偉濠
- 司徒民義
- 關治平

工商功績勳章
- 馬志毅
- 梁蔭冲
- 大西洋銀行股份有限公司

旅遊功績勳章
- 何猷倫
- 胡景光

教育功績勳章
- 王一濤
- 黃麗卿
- 楊白燕
- 戴燦林

文化功績勳章
- 程祥徽
- 鄧祖基
- 澳門葡人之家協會

仁愛功績勳章
- 左立基
- 梁少培
- 盧偉石

體育功績勳章
- 朱志偉
- 許朗
- 崔耀

### 傑出服務獎章
勞績獎章
- 何天家
- 施佩玲
- 陳玉珍

社會服務獎章
- 阮毓明
- 易家玉
- 張伯堯

### 獎狀
榮譽獎狀
- Richard Stuart Moffatt

功績獎狀
- 何文輝
- 吳詠梅
- 洪嘉儀
- 胡諾言
- 敖博文
- 廖俊浩
- 趙偉強
- 澳門基督教新生命團契S.Y部落　(Smart－Youth)